# Procès de Schabir Shaik
Le procès de Schabir Shaik est l'un des procès judiciaires les plus importants d'Afrique du Sud. Il concerne un contrat d'armement de 51 milliards de rands (environ 3 milliards d'euros de 2019) et implique notamment le vice-président sud-africain d'alors Jacob Zuma, son conseiller financier, Schabir Shaik et la société française Thomson CSF (actuel Thales).
Le 2 juin 2005, après un procès de sept mois, Schabir Shaik, homme d'affaires seul inculpé dans ce dossier, est condamné à quinze ans de prison ferme pour avoir versé à Jacob Zuma près de 160 000 euros entre 1995 et 2001 dans le cadre d'un trafic d'influence et notamment pour avoir négocié un pot-de-vin entre Zuma et le fabricant d'armes Thint, filiale sud-africaine du groupe français d'électronique de défense Thomson CSF, prévoyant un versement annuel de 500 000 rands (60 530 euros) au vice-président.
Les poursuites contre Jacob Zuma lui-même ont été annulées par deux fois avant de reprendre en 2018. Shabir Schaik a quant à lui été libéré pour raisons médicales en 2009.

## L'affaire
L'affaire débute en 2000 à l'initiative de la cellule de lutte anti-corruption et des enquêtes menées par les enquêteurs de l’unité d’élite des Scorpions.
En août 2003, le procureur général, Bulelani Ngcuka, renonce à engager les poursuites à la fois contre Zuma, bien qu'il affirme disposer de suffisamment de charges pour pouvoir le faire, mais également contre l’un des corrupteurs présumés, à savoir la filiale sud-africaine du groupe Thomson-CSF.
Selon l'acte d'accusation, la filiale sud-africaine de Thomson-CSF aurait conclu un pacte de corruption avec Jacob Zuma, « lui promettant une rente annuelle de 500 000 rands (soit 62 500 euros), en échange de sa protection contre toute éventuelle enquête sur la régularité du contrat mais aussi son «soutien permanent» pour des «projets futurs» ». La société française a toujours contesté ces faits. Tout en contestant toute volonté de corruption, Schabir Shaik, conseiller financier de Zuma depuis 1995, reconnaît le versement de près 160 000 euros à Jacob Zuma entre 1995 et 2002 à une époque où Zuma est ministre provincial au Kwazulu-Natal.
Une enquête d'un cabinet d’audit mentionne pour sa part qu’entre 1995 et 2005, Shaik aurait effectué, pour le compte de Jacob Zuma, 783 paiements ou versements, pour un total de l'équivalent de 280 000 euros.
En 2003, Mo Shaik, frère de Schabir Shaik et ancien chef des renseignements de l'ANC, tente sans succès de jeter le discrédit sur le procureur Nguka par l'intermédiaire de Ranjeni Munusamy, une journaliste sud-africaine proche du clan Zuma,. La commission d'enquête indépendante présidée par le juge Joos Hefer estimera fallacieuse ces accusations,. Le mouvement de jeunesse de l’ANC s’en prend pour sa part aux Scorpions, « accusés de vouloir «ternir l'intégrité d'un grand révolutionnaire» ». Au fil de l'enquête apparait l'existence d'une caisse noire de l'ANC, le Development Africa Trust fondé selon Shaik pour assurer l’entretien de la famille royale zouloue et des chefs traditionnels. La situation financière délicate de Zuma, criblé de dettes, est aussi exposée au grand jour. Pour Schabir Shaik, les versements versés par son intermédiaire devaient être considérées comme des contributions à l'ANC car elles étaient justifiées par les fonctions exercées par Zuma au titre de son parti.
Lors de son procès début 2005, Shaik est notamment conseillé, pour ses relations avec les médias, par Ranjeni Munusamy, l'ancienne journaliste qui avait participé à la tentative du clan Zuma pour discréditer le procureur général deux ans plus tôt,,. En juin 2005, il est condamné à 15 ans de prisons pour corruption et fraude. Dans l'énoncé du verdict, le juge de la Haute cour de Durban met en cause Jacob Zuma en affirmant qu'« à la lumière des preuves, nous avons trouvé que le paiement était de l’argent destiné à corrompre et influencer Mr Zuma à prendre des décisions qui vont contre ses pouvoirs constitutionnels et protéger les intérêts de monsieur Shaik et ceux de ses compagnies ». La condamnation de Shaik entraine 48 plus tard le limogeage de Zuma de la vice-présidence,..
Schabir Shaik fait appel du jugement qui est rejeté. Il est finalement libéré pour raisons médicale en 2009.

## Conséquence
Le limogeage de Jacob Zuma entraine une crise profonde au sein de l’ANC entre les partisans de Thabo Mbeki et de Jacob Zuma. Ce dernier prend sa revanche durant le congrès de Polokwane en 2007, en prenant la présidence de l'ANC, puis en parvenant à évincer Thabo Mbeki de la présidence sud-africaine et à s'emparer de celle-ci en 2009.

## Les poursuites contre Zuma
Après le verdict rendu contre Shaik, Jacob Zuma est inculpé pour corruption, fraude fiscale et extorsion de fonds, ainsi que le groupe Thalès. Zuma reçoit le soutien de la ligue de jeunesse de l'ANC, du Parti communiste sud-africain et de la COSATU qui demandent le retrait des chefs d'inculpation contre Zuma, menaçant de recourir à des manifestations « de masse » si les accusations étaient maintenues.
Le 20 septembre 2006, un tribunal sud-africain ordonne l'abandon des accusations de corruption à la faveur d'un vice de procédure soulevé par les avocats de Zuma. En décembre 2007, à peine élu président de l'ANC, Jacob Zuma est de nouveau menacé d'être inculpé de corruption dans la même affaire à la suite de la découverte de nouveaux éléments à charge démontrant que les sommes illégalement perçues étaient supérieures aux estimations initiales. Le 28 décembre 2007, il est de nouveau inculpé de corruption, fraude, blanchiment d'argent, racket et évasion fiscale dans le cadre de l'enquête impliquant le groupe d'armement Thales, alors qu'il vient à peine de remporter la présidence de l'ANC. La divulgation d'enregistrements téléphoniques prouvant l'existence de pressions du camp du président Mbeki sur des magistrats, permettent en 2008 à Jacob Zuma d'obtenir l’abandon des poursuites pour vice de forme. Le juge précise cependant que les accusations contre Zuma existent toujours et qu'un nouveau procès pourrait avoir lieu. Le 12 janvier 2009, la Cour suprême d’appel annule ce jugement et réactive les poursuites pour corruption. Dans ses attendus, le vice-président de la Cour estime notamment que les motifs du juge de première instance n’étaient pas valides et que celui-ci avait « outrepassé » sa compétence en accusant d'ingérence l’ex-président Thabo Mbeki. Toutefois, quelques semaines seulement avant l'élection de Zuma à la présidence de l'Afrique du Sud, le parquet décide de retirer ces poursuites,.
En 2011, Zuma, président de la République, nomme une commission d'enquête, composée de juges, pour enquêter sur les allégations de corruption. Fin 2015, le rapport de celle-ci blanchit le président sud-africain des allégations répandues de corruption et de fraude dans le processus d'acquisition des armes
Saisie en 2016 par l’opposition, la Haute Cour de Pretoria juge néanmoins « irrationnelle » la décision du parquet prise en 2009 d’abandonner pour « vice de forme » les 783 charges qui avaient été retenues contre Jacob Zuma dans cette affaire de contrat d’armement. Le parquet fait alors appel. En octobre 2017, la Cour suprême ouvre définitivement la voie à la tenue d’un nouveau procès pour corruption, annulant définitivement la décision du parquet d’abandonner les poursuites. À peine un mois après que Zuma ait été contraint de quitter le pouvoir, le parquet sud-africain annonce le 16 mars l'ouverture d'une procédure pour corruption et contre le groupe Thales. Jacob Zuma, accusé d'avoir touché 4 millions de rands (249 000 euros) de pots-de-vin de la part de Thomson-CSF, est ainsi de nouveau poursuivi pour 16 chefs d'inculpation dont ceux de corruption, blanchiment d'argent et racket. En novembre 2019, Jacob Zuma qui contestait sa mise en accusation est débouté par la Haute Cour de Pietermaritzburg.
En Février 2020, L'État sud-africain a demandé au juge Dhaya Pillay de la Haute Cour de délivrer un mandat d'arrêt à l'encontre de Zuma.
L'équipe juridique de l'ancien chef d'État a présenté un dossier médical pour solliciter l'absence de son client au procès de Pietermaritzburg.
Pour toute réponse, l'avocat de Zuma, Dan Mantsha, a déclaré que son problème de santé relevait de la sécurité nationale, puisque son médecin était attaché à l'armée.
"Il est absurde pour l'État de douter de l'admissibilité de la note médicale tamponnée par notre propre responsable militaire", a plaidé l'avocat Mantsha.
En revanche, l'Autorité nationale des poursuites (NPA) a fait valoir que sa "note de maladie" était irrecevable parce que la date qui y figurait semblait avoir été modifiée.
Le mandat, accordé par le juge Dhaya Pillay, n'entrera en vigueur que si le tribunal détermine que M. Zuma a donné de faux témoignages sur son état de santé ou ne se présente pas au tribunal le 6 mai 2020.
L'ancien président sud-africain est poursuivi pour 16 chefs d'accusation, dont la fraude, la corruption et le racket.
Il aurait reçu 783 paiements en 1999 pour protéger la société française d'armement Thales d'une enquête sur un marché d'armes de plusieurs milliards de rands.
Ces pots-de-vin auraient été reçus par l'intermédiaire de son ancien conseiller financier Shabir Shaik, qui a lui aussi été condamné pour les mêmes crimes.
En septembre 2020, Jacob Zuma est invité à se présenter devant les juges du 16 au 21 novembre 2020, dates non négociables. Jacob Zuma se plaignant d’ennuis de santé, s’était déjà absenté à plusieurs audiences, Il est donc attendu devant la commission qui enquête sur les nombreux scandales de corruption qui émaillent ses deux mandats (2009-2018).
En mars 2021, La justice sud-africaine examine un recours d'une commission anti-corruption réclamant que Jacob Zuma soit placé derrière les barreaux, pour outrage à la justice.
En juillet 2021, Jacob Zuma, condamné à 15 mois de prison ferme pour outrage, s'est constitué prisonnier, a annoncé la fondation qui le représente. Le 12 juillet 2021, La Cour constitutionnelle, réexamine la peine de quinze mois de prison ferme qu’elle a infligée à Jacob Zuma pour outrage à la justice.
Le 9 août 2021, le procès de Jacob Zuma pour corruption est reporté au 9 septembre 2021.